# Jean Philippe Kraemer (1721-1787)
Pour les articles homonymes, voir Jean Philippe Kraemer.
Jean Philippe Kraemer I (ou Jean Philippe Kremer I ou Johann Philipp Kraemer I) est un orfèvre actif à Strasbourg au XVIIIe siècle.

## Biographie
Né à Kirn en Allemagne le 11 février 1721 et mort à Strasbourg le 10 janvier 1787, il est le fils d'un pasteur luthérien de Kirchenbollenbach (de).
En 1745 il est reçu maître et inscrit à la tribu de l’Échasse en juin de la même année. En juillet 1745, il épouse Sophie Salomé Rüger, veuve de Joachim Webbe, orfèvre en argenterie, et acquiert le droit de bourgeoisie par son mariage. Le couple a un fils, Jean Philippe Kraemer II, orfèvre à son tour.
Entre 1753 et 1757, Isaac Kübler effectue son apprentissage chez lui.
Après le décès de Jean Philippe Kraemer en 1787, sa veuve continue de mener l'atelier.

## Œuvre
Au XVIIIe siècle, les reliures de livres de cantiques sont des objets typiquement strasbourgeois, généralement offerts aux épouses le jour de leur mariage, en harmonie avec leurs somptueuses robes de velours ciselé. L'orfèvre Jean Philippe Kraemer s'en était fait une spécialité. Son atelier revêtait ainsi de reliures en argent ou en vermeil les livres de cantiques que — selon Hans Haug — « les dames protestantes portaient ostensiblement pour se rendre au culte ».
Le musée des Arts décoratifs de Strasbourg conserve plusieurs de ces recueils de cantiques luthériens (Neues Gesang-Buch), dont Jean Philippe Kraemer conçut la reliure.
L'un est imprimé par Johann Heinrich Heintz et daté de 1745. La reliure est en velours de soie cramoisi. Les coins décorés, les dos et les fermoirs à rinceaux feuillagés ainsi que l'ornement central des plats sont exécutés en argent ajouré, gravé et riveté. Au centre s'inscrit le monogramme « MHA », encadré de deux chimères ailées et surmonté d'une corbeille de fleurs accostée de deux sphinges adossées.
Une autre reliure, en chagrin noir, est datée de 1752. Plus sobre, sa garniture en argent ajouré et gravé comprend uniquement les coiffes des dos et les fermoirs ornés d'arabesques.
La reliure réalisée pour Conrad Schmidt en 1769, également en chagrin noir, est plus élaborée. S'y ajoutent notamment des décors ajourés et gravés d'arabesques, d'angelots, de chimères et de corbeille de fruits accostée d'agneaux. Celui du plat avant représente La crucifixion et celui du plat arrière, La résurrection.

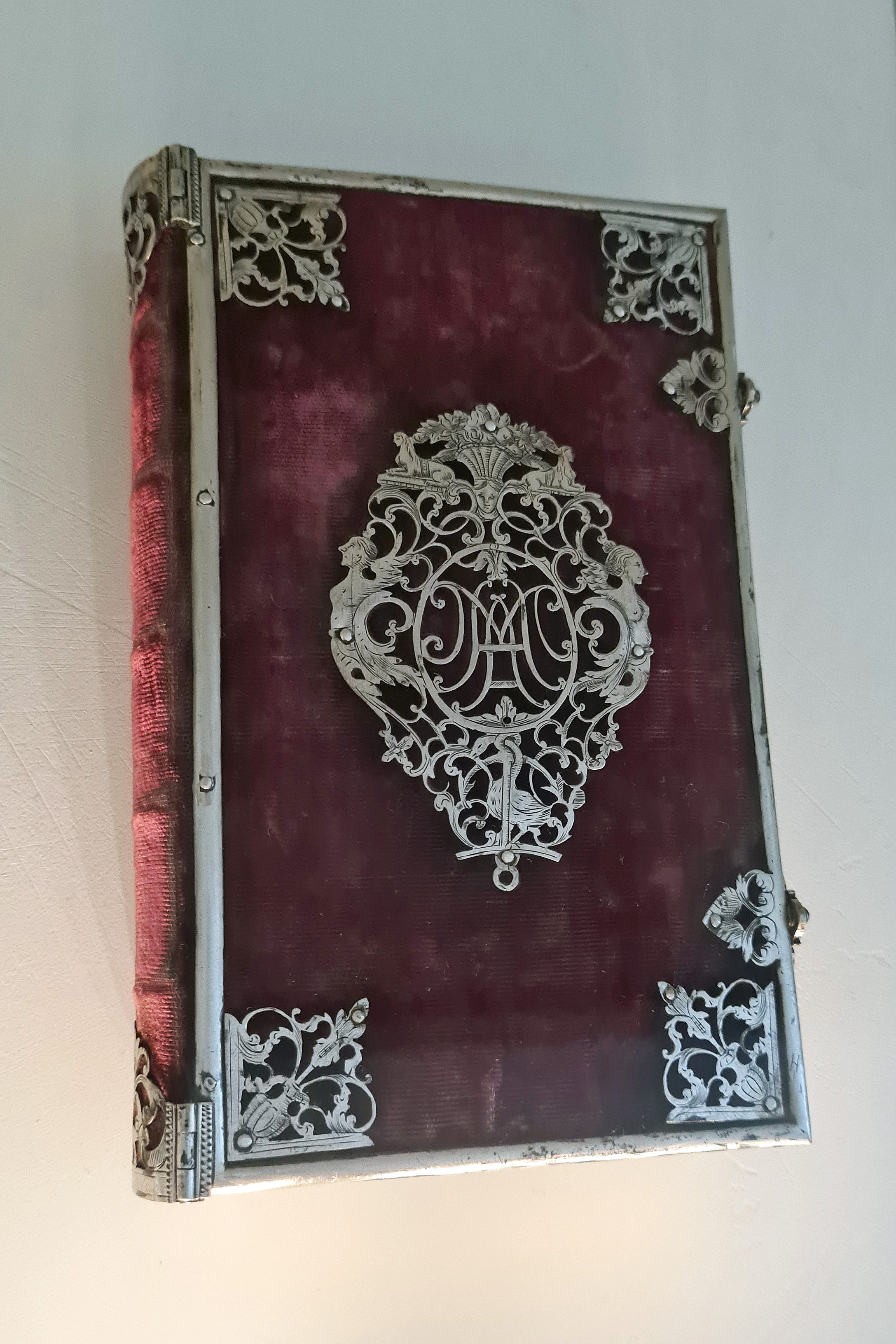
1745.
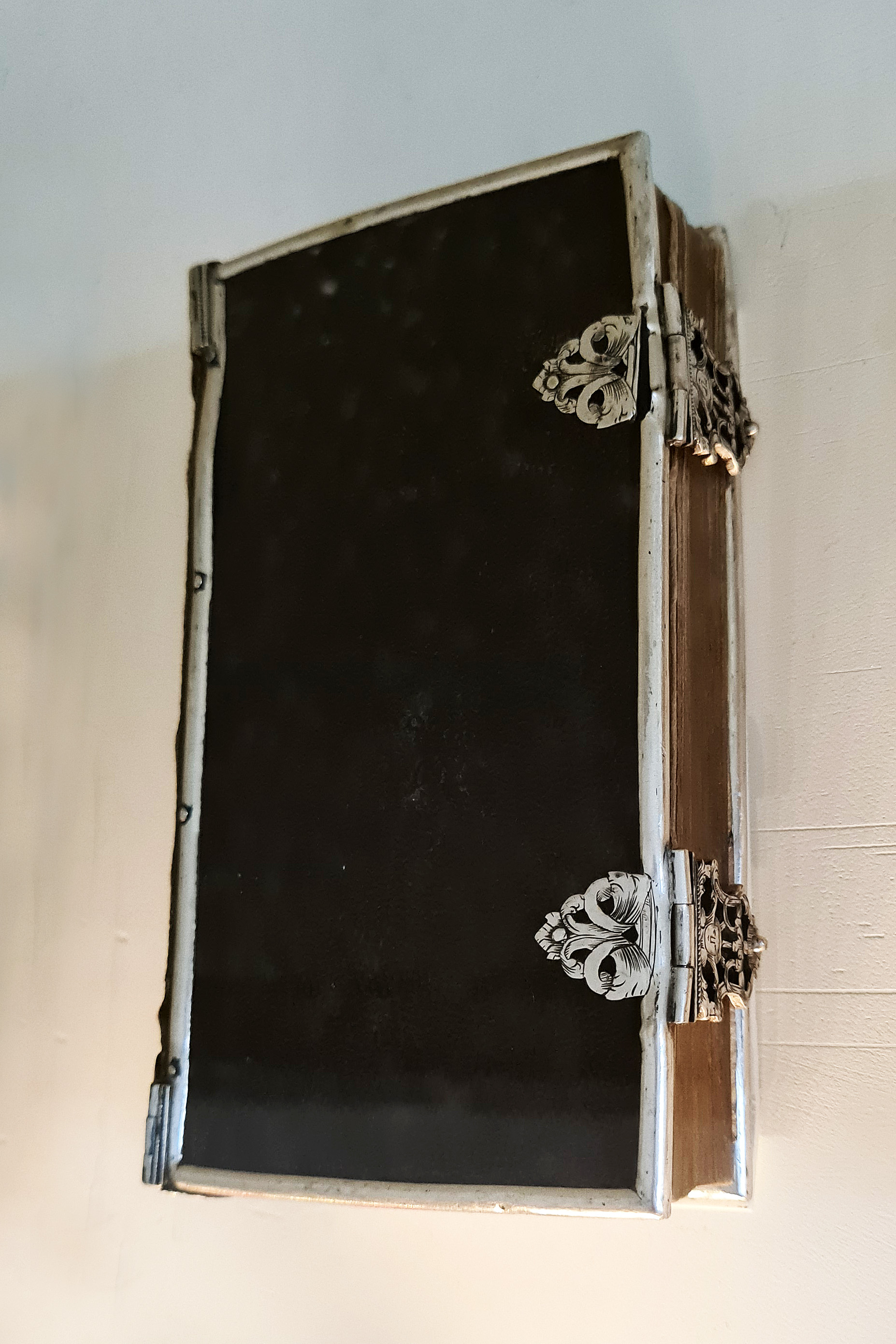
Vers 1752.
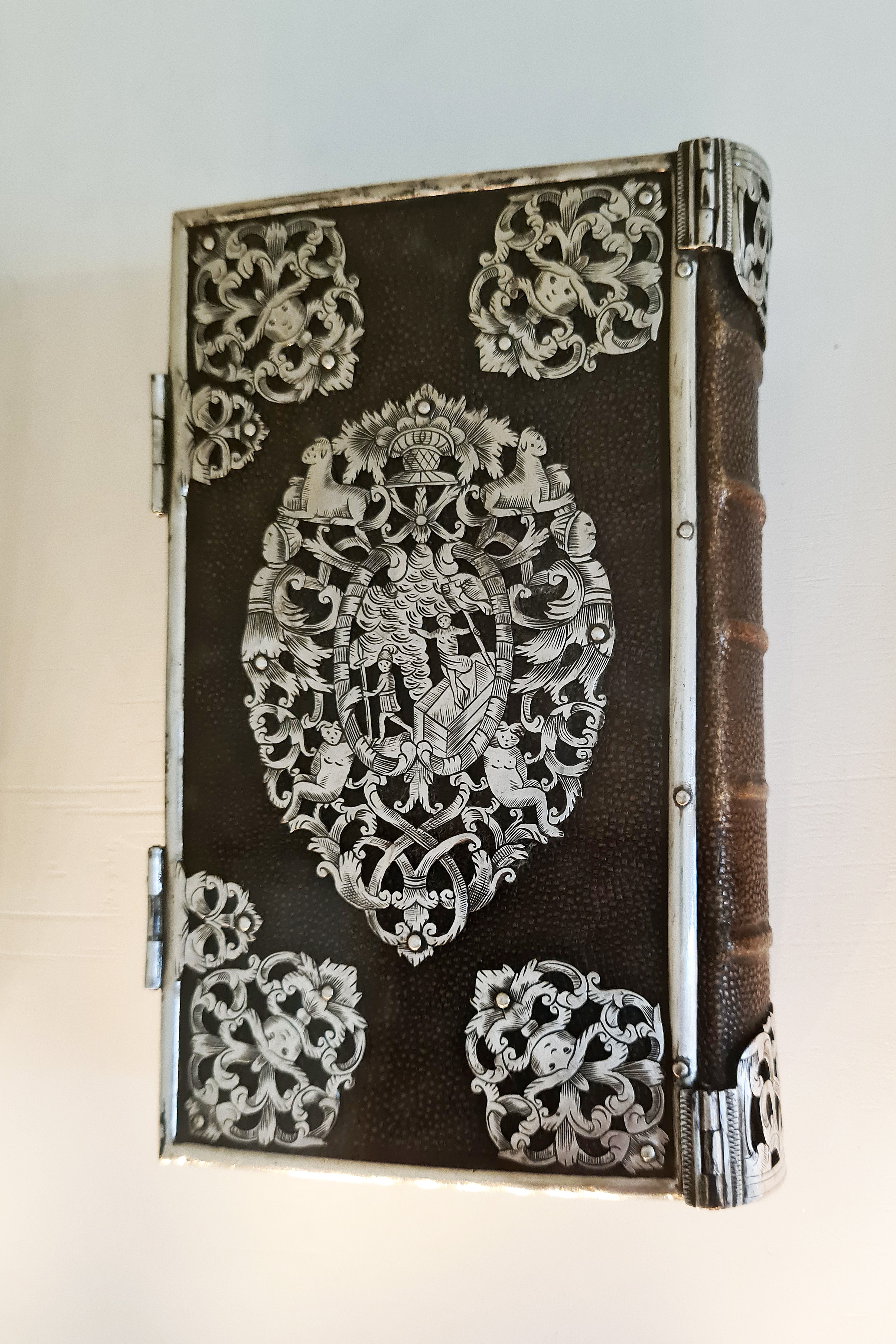
1769.

## Pour approfondir